# Jack Maggs
Jack Maggs  è il sesto romanzo dello scrittore australiano Peter Carey; pubblicato in Australia e nel Regno Unito nel 1997 e negli Stati Uniti nel 1998.
L'opera è una rielaborazione del romanzo Grandi speranze di Charles Dickens; la storia è però incentrata sulla figura di Jack Maggs, controparte del personaggio di Magwitch in Grandi speranze.

## Trama
Jack Maggs giunge illegalmente a Londra la mattina del 15 aprile del 1837. Jack è stato deportato in Australia, ma desidera incontrare il "figlio adottivo", Henry Phipps, il quale si trova in Inghilterra e a cui per anni ha inviato soldi affinché venisse educato come un gentleman dell'età vittoriana. Jack spera di trovare Phipps con l'aiuto di uno scrittore, Tobias Oates, il quale ascoltando la storia di Jack decide di usarlo per scrivere un romanzo di successo. La figura di Tobias Oates rappresenta l'alter ego dello scrittore Charles Dickens, i due hanno molti punti in comune anche se Oates non sembra avere molto successo.
Jack Maggs, aiutato da Marcy, abbandonerà le sue speranze di essere il padre di un gentleman per tornare in Australia dai due figli che aveva abbandonato.

## Premi e riconoscimenti
- 1998 Miles Franklin Award[2]
- 1998 Commonwealth Writers Prize della zona Sud-Est asiatico e Sud Pacifico e vincitore assoluto[3]
- 1997 The Age Book of the Year[4]

## Edizioni
- Jack Maggs (1997), Frassinelli, 1999. ISBN 8876845828.